# Recea (okręg Braszów)
Recea – wieś w Rumunii, w okręgu Braszów, w gminie Recea. W 2011 roku liczyła 900 mieszkańców.